# Iglesia de Nuestra Señora de la Asunción (Cañada de Benatanduz)
La Iglesia de Nuestra Señora de la Asunción de la Cañada de Benatanduz (Provincia de Teruel, España) es una iglesia barroca aunque de gustos casi neoclásicos construida en 1730 que está dedicada a la Asunción de Nuestra Señora.

## Historia y descripción
La iglesia que hoy se conserva es la tercera que ha poseído la Cañada de Benatanduz. Las dos iglesias anteriores fueron destruidas, la primera en 1459 a causa de un incendio y la segunda por la guerra de sucesión. 
Consta de tres naves de 5 tramos, la central está cubierta por bóveda de medio cañón y las laterales por cúpulas elípticas. La torre consta de 4 cuerpos, el primero es de forma cuadrada y forma también parte de la fachada, el segundo es de forma octogonal, el tercero también es de forma octogonal y en él están situadas las campanas, y el cuarto que está separado del tercero por un entablamiento liso es de forma también octogonal.
Durante la guerra civil perdió gran parte de su patrimonio, ya que los anarquistas y los comunistas quemaron en la plaza del pueblo todos los santos y el retablo al tener la intención de hacer servir la iglesia como cuadra común. Aunque finalmente el desenlace de la guerra desbarato sus planes.[cita requerida]